# Volgeling
De volgeling (Noctua comes) is een nachtvlinder uit de familie van de uilen. 

## Kenmerken
Imago
De vlinders bereiken een spanwijdte van 35 tot 50 millimeter (meestal 39 tot 45 millimeter). Ze zijn zeer variabel qua tekening en kleur. De basiskleur varieert van licht okerbruin, over bruin met groenachtige of roodachtige tinten, tot roodbruin en donkerbruin. De dwarslijnen en oneffenheden zijn meestal duidelijk zichtbaar. De oneffenheden, indien aanwezig, zijn donkerder dan de basiskleur en vaak licht of wit omlijnd. Meestal zijn de golvende lijn en de zoomlijn zeer onderscheidend. Als de basiskleur licht is, zijn de dwarslijnen meestal donkerder dan de basiskleur of zwart en hebben ze soms ook lichtere randen, maar bij zeer donkere vormen zijn de dwarslijnen meestal lichter dan de basiskleur. Het randveld kan ook lichter zijn dan de basiskleur; sommige exemplaren hebben een middentint. De voorvleugels zijn relatief breed.
De achtervleugel is geel of oranjegeel met aan de buitenrand een zwarte band, die vaak doorloopt tot aan de voorrand en daar diffuus eindigt. De zwarte, meestal duidelijk halvemaanvormige schijfvlek is relatief klein, diffuus of schaduwachtig.
Ei
Het halfronde ei is geelachtig wit van kleur en heeft een roodachtige band. Het oppervlak is geribbeld.
Rups
De roodachtige of groengrijze rupsen worden gekenmerkt door grote, zwarte of donkerbruine en geel omlijnde driehoekige vlekken op de achterkant van de 11e en kleinere driehoekige vlekken op de voorgaande segmenten. Een ander karakteristiek kenmerk zijn de witte maxillaire palpen als voortzetting van de collaterale dorsale lijnen, die alleen duidelijk zijn op de eerste segmenten.
Pop
De pop is roodbruin en heeft twee korte stekels op de cremaster.

## Verspreiding
Het verspreidingsgebied beslaat Noord-Amerika, Europa, Noord-Afrika en Klein-Azië. In Nederland en België is het een algemene soort. De soort is geïntroduceerd in Canada in 1980 en heeft zich vanuit daar over Noord-Amerika verspreid. De vliegtijd loopt van juni tot en met oktober.

## Levenswijze
De volgeling vormt één generatie per jaar, waarvan de motten kunnen worden waargenomen van begin juni tot half oktober, afhankelijk van de klimatologische omstandigheden. De nachtvlinders worden aangetrokken door licht en verschijnen vaak in grote aantallen bij kunstmatige lichtbronnen. Ze rusten overdag verborgen in de lage vegetatie en worden zelden waargenomen. In warmere streken blijven de vlinders in de zomer (rond eind juli/begin augustus) inactief. Geslachtsrijpheid vindt echter alleen plaats in de zomer, wanneer de daglengte ongeveer veertien uur bedraagt. Eieren worden op bladeren of op stengels gelegd.
De rupsen kunnen verschijnen vanaf de herfst tot half mei. Het eerste rupsstadium is overdag actief, later zijn de larven alleen 's nachts actief en zoeken ze overdag bescherming in de kruidenlaag. Het zijn typische klimrupsen die overdag in de kruidenlaag rusten en zich alleen in het donker voeden en ook enkele meters hoog in struiken of bomen te vinden zijn. Ze zijn een van de meest waargenomen nachtrupsen en zijn ook regelmatig in tuinen te vinden.

## Waardplanten
De rupsen van de volgeling zijn niet kieskeurig wat betreft waardplanten, veel kruiden en andere lage planten worden gebruikt.

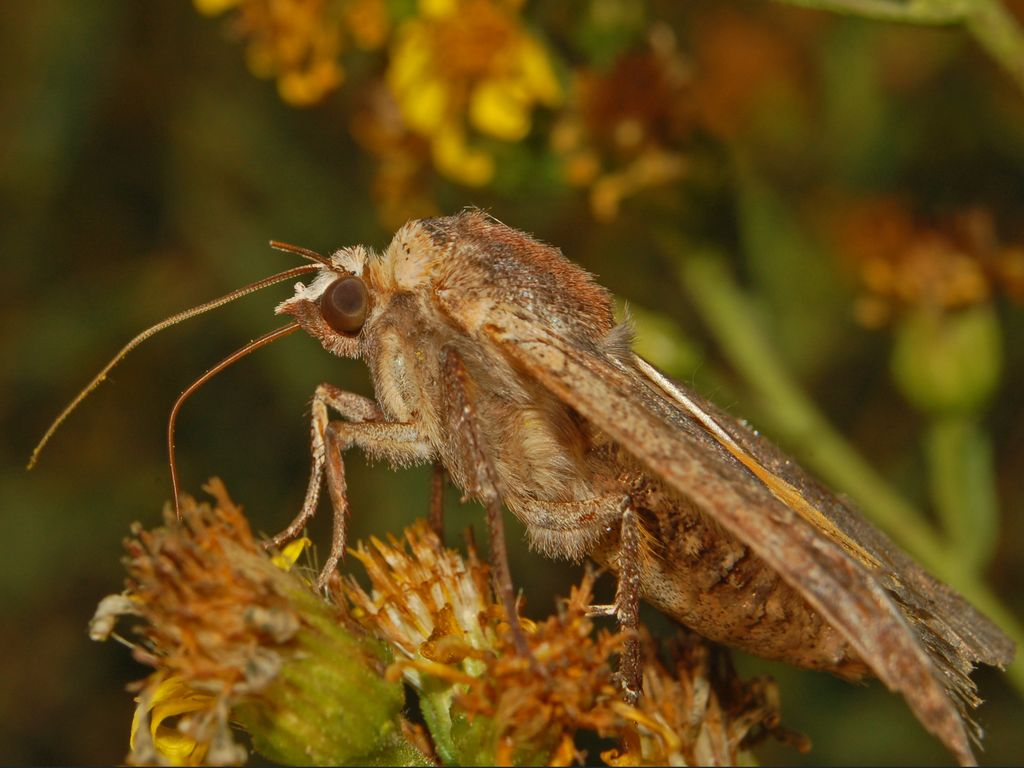
Zijaanzicht
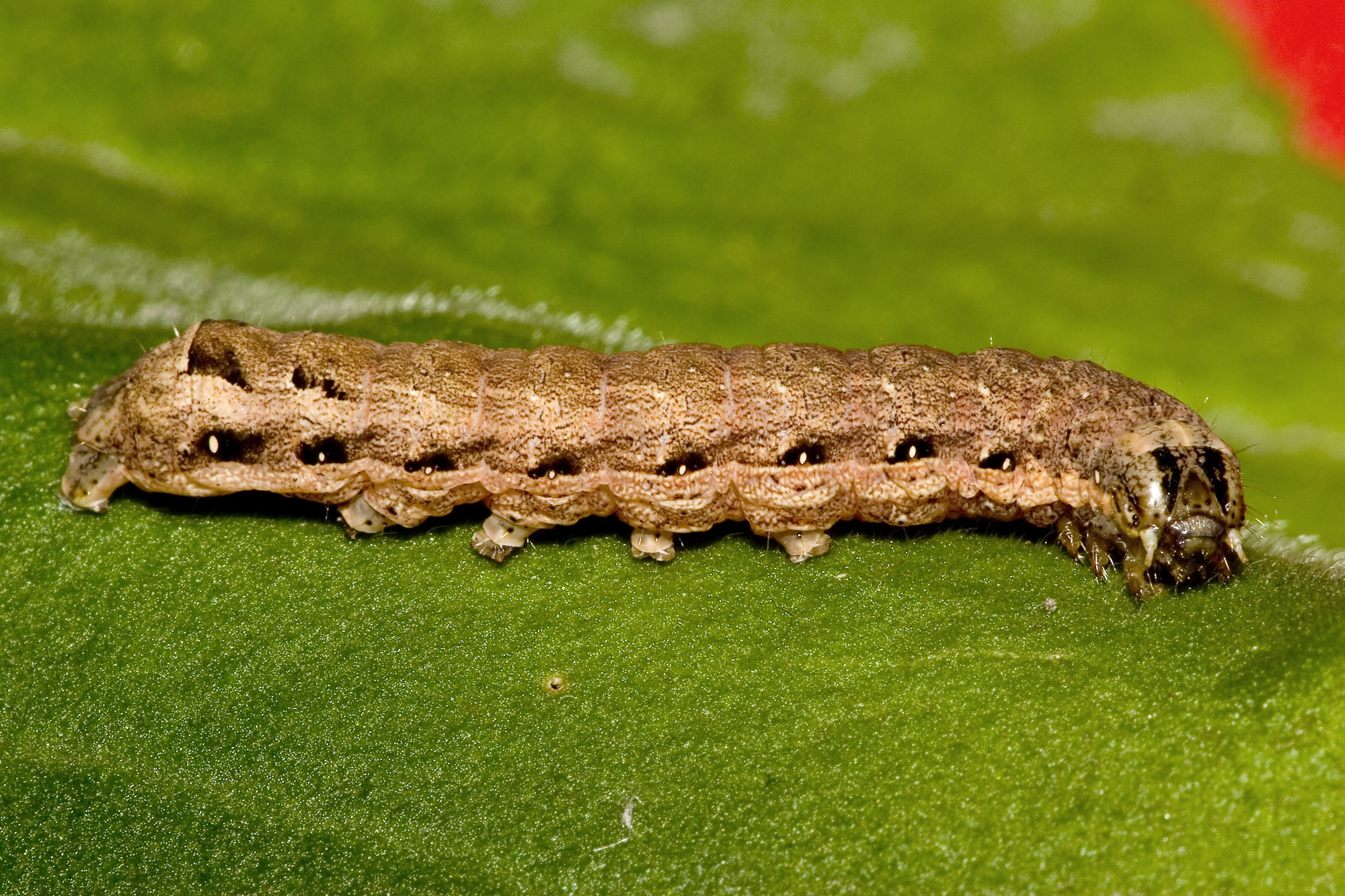
Rups
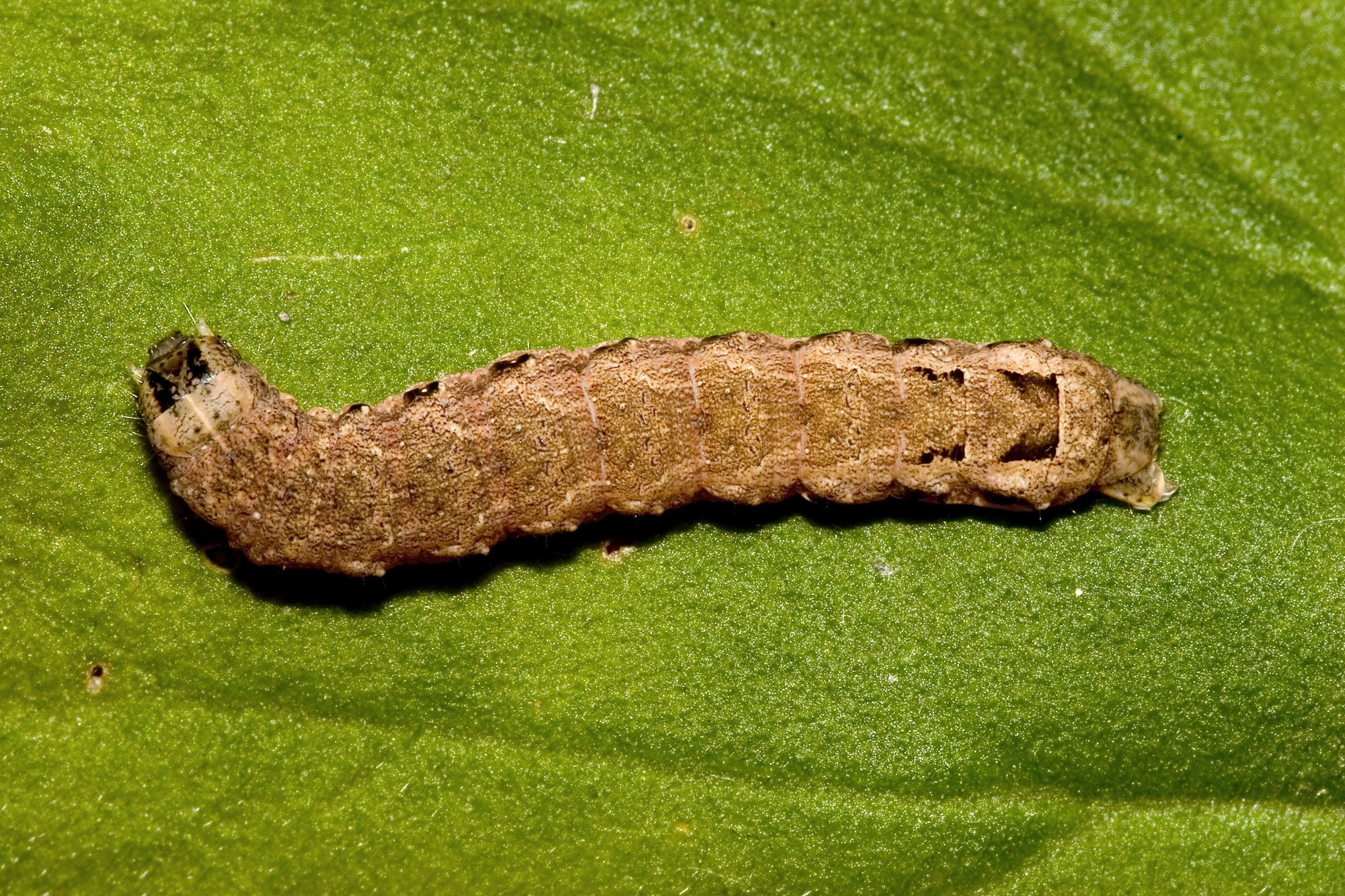
Rups